# Jarlshof
Jarlshof is een archeologische opgraving gelegen aan de zuidzijde van het Shetlandse Mainland (Schotland), op een hoogte ten noorden van Sumburgh Head. Hier zijn bewijzen gevonden voor een vrijwel continue bewoning vanaf de bronstijd en ijzertijd tot en met de zestiende eeuw. De naam verwijst naar het Noorse woord jarl dat overeenkomt met het Engelse  earl.

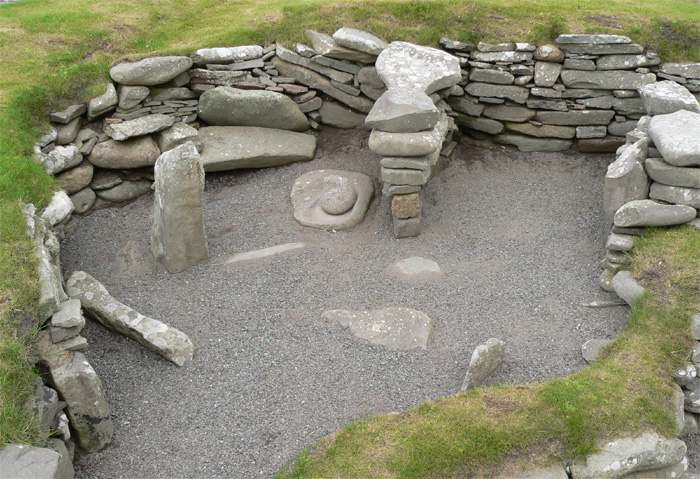
Huis uit de bronstijd

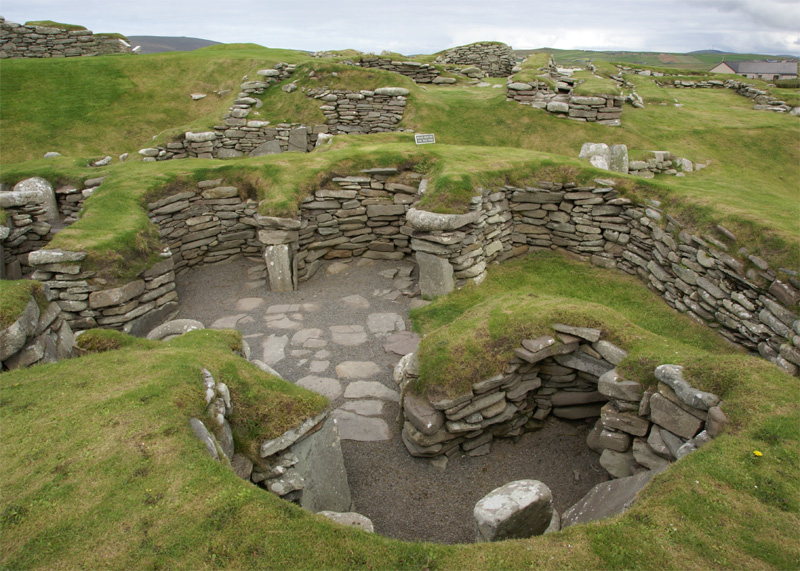
Smidse uit de bronstijd

## Ontdekking
Het archeologische belang van Jarlshof werd ontdekt aan het eind van de negentiende eeuw doordat een hevige storm een stuk kust wegsloeg - net als bij Skara Brae - waardoor de gebouwen uit de ijzertijd bloot kwamen te liggen. Ongeveer de helft van deze gebouwen bleek al door erosie in zee te zijn verdwenen. De landeigenaar Bruce deed verdere opgravingen waarna hij in 1925 de vindplaats in staatsbeheer gaf. Rondom de Tweede Wereldoorlog vonden meerdere opgravingen plaats. Er is in de twintigste eeuw geen verder onderzoek gedaan met behulp van moderne technieken.
Sir Walter Scott gaf de opgraving - of eigenlijk het zestiende-eeuwse herenhuis - de naam Jarlshof, dat Noors is voor huis van de graaf, in zijn boek The Pirate (1821).

## Bewoning

### Bronstijd
Er zijn resten gevonden van huizen uit de bronstijd, circa 2500-1500 v.Chr. Deze huizen liggen aan de oostzijde van de opgraving. Een van de huizen werd rond 800 omgebouwd tot smidse. Veel tekenen van vroege bewoning zijn aangetroffen zoals meerdere stenen werktuigen (zoals ploegscharen), potscherven en kommen gemaakt van zeepsteen. Dergelijke huizen uit de bronstijd bestonden uit een centrale ruimte omringd door open cellen.

### IJzertijd

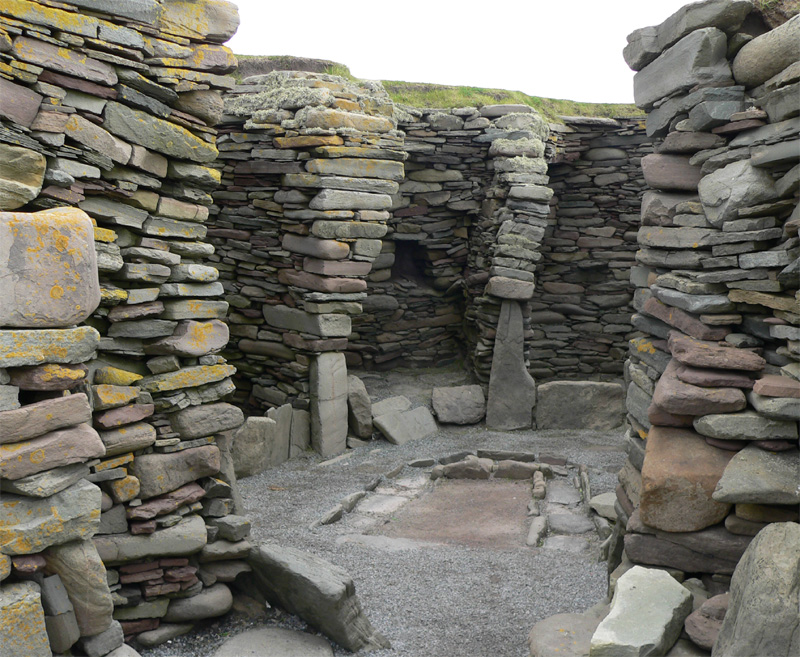
Wheelhouse: in het midden de vuurplaats

De huizen uit de vroege ijzertijd zijn rond en hadden alle dunne muren die tegen de wand waren gebouwd om meer ruimtes te creëren. Twee van deze huizen hebben een klein souterrain of earth house, een ondergrondse gang met kleine kamers. Souterrains komen door geheel Schotland voor en werden gebouwd tussen 500 v.Chr. en 79 n.Chr. Voorbeelden daarvan zijn Grain Earth House en Rennibister Earth House op Orkney.
Halverwege de ijzertijd werd een broch gebouwd. De restanten van deze broch zijn nog 2,4 meter hoog, maar de broch zal vermoedelijk hoger zijn geweest, waarschijnlijk zo'n zes meter. Hoogtes als dertien meter zoals Mousa Broch worden uitzonderingen geacht.
In de late ijzertijd werd de broch door de Picten omgebouwd tot een nieuw type huis: een wheelhouse, zo genoemd omdat in het huis muren werden gebouwd die haaks op de buitenmuur stonden, zoals de spaken van een wiel. Daarnaast werden ook nieuwe wheelhouses gebouwd, waarvan er vier zijn gevonden ten westen en zuiden van de broch. Ook is er een zogenaamd aisled roundhouse gevonden. Dit huis is gelijk aan een wheelhouse met dien verstande dat de binnenmuren (spaken) de ronde buitenmuur niet raken en men dus langs de muur aan de binnenzijde kon lopen. Over het algemeen zijn de Aisled Roundhouses ouder dan de Wheelhouses. Vlak bij Sumburgh Airport bevindt zich een soortgelijke nederzetting uit de ijzertijd: Old Scatness.

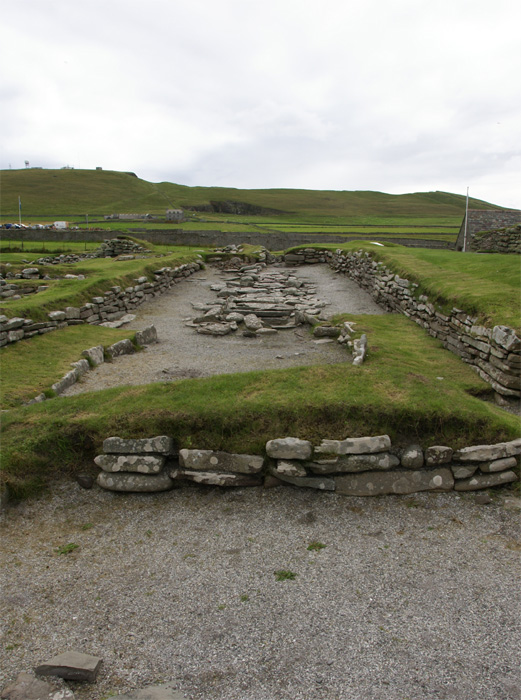
Langhuis van de Vikingen

### Vikingen
De Vikingen bouwden een groot longhouse ten noorden van de broch. Vermoedelijk gebeurde dit eind negende eeuw, nadat Kenneth I van Schotland de Picten en Scotti had verenigd. Dit longhouse had licht gebogen muren en bestond uit een grote ruimte om te slapen en te wonen en een kleine keuken aan het uiteinde. Om het longhouse stonden enkele bijgebouwen, mogelijk was één hiervan een kleine tempel waar de Noorse goden werden aanbeden. Het huis werd later veranderd, waarbij de keuken naar het midden werd verplaatst en aan de oostzijde een nieuwe stal werd gebouwd. Meer bijgebouwen en huizen werden gebouwd en de boerderij werd een kleine nederzetting. De nederzetting was noordoost-zuidwest georiënteerd in plaats van het gebruikelijke noordwest-zuidoost. Wellicht had dit met de weersomstandigheden op Shetland te maken, zoals de krachtige wind.

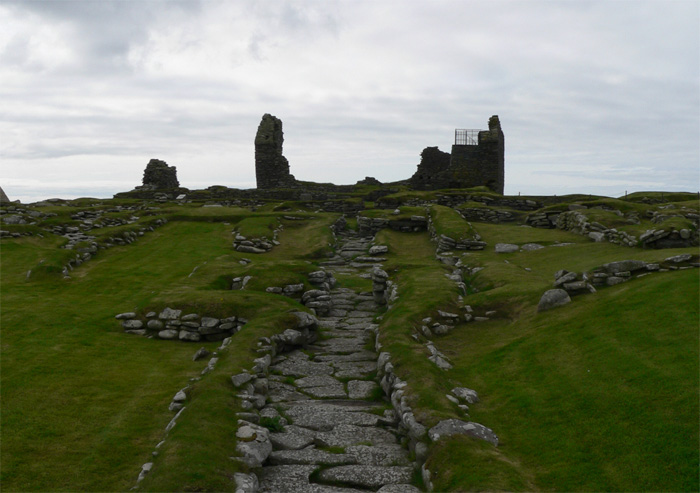
Ingang naar de stal van de nederzetting van de Vikingen; op de achtergrond Sumburgh House

### Middeleeuwen

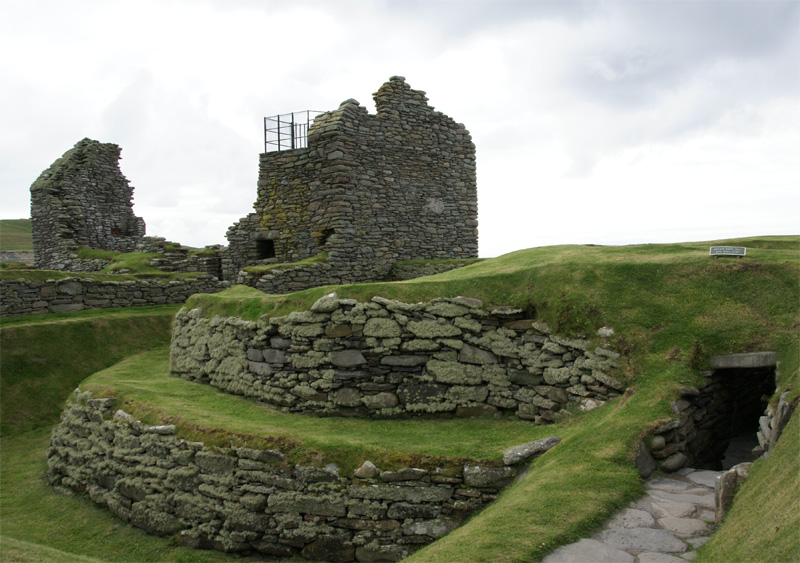
Links Sumburgh House met rechts een deel van de broch

Aan het einde van de dertiende eeuw bestond de nederzetting enkel uit een boerderij met een parallel gelegen schuur en vrijstaande stal, die ten noordoosten van de broch lagen. De zeemacht van Noorwegen nam in deze periode af, maar de handelsroutes met Schotland werden sterker. Vanaf 1236 werd het graafschap toebedeeld aan een Schot en in 1379 kwam het graafschap in handen van de Sinclair familie.
In 1470 verplichtte Jacobus III van Schotland de Sinclair familie tot een ruil: het graafschap Shetland voor Ravenscraig Castle in Fife.
In de zestiende eeuw ontstond Sumburgh House doordat Robert Stewart, eerste graaf van Orkney, de bestaande hoeve versterkte. Dit herenhuis kreeg de naam New Hall (nieuwe hal). Pas nadat Patrick Stewart, tweede graaf van Orkney, het huis verder wijzigde, kreeg het de naam Old House of Sumburgh. Het huis had twee verdiepingen en omsloot met de bijgebouwen een centrale, rechthoekige binnenplaats. Het woonhuis aan de zuidzijde was een simpel rechthoekig huis van 18 bij 7 meter met muren van 1 meter dik.
Later bouwde Patrick Stewart Scalloway Castle en verliet Sumburgh House. Aan het eind van de zeventiende eeuw was het huis een ruïne.

## Beheer
Jarlshof wordt sinds 1925 beheerd door de overheid, die het in beheer gaf aan Historic Scotland.